# コナン・ベディエ

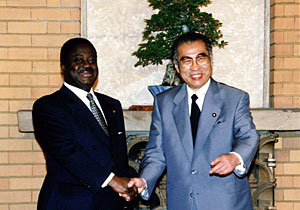
訪日時、小渕恵三首相と（1999年6月29日）

エーメ・アンリ・コナン・ベディエ（フランス語: Aimé Henri Konan Bédié, 1934年5月5日 - 2023年8月1日）は、コートジボワールの第2代大統領（在任：1993年 - 1999年）。

## 経歴
前任の「建国の父」フェリックス・ウフェ＝ボワニが在任中に死去したため、憲法上の規定に従い国民会議（国会）議長から暫定大統領に就任。しかし、ウフェボワニの築き上げた体制を維持する力はベディエには無く、経済は停滞し、政府の統治能力及び求心力は減退していった。
このため1995年の大統領選挙は不利と見られていたが、有力対抗馬のアラサン・ワタラがブルキナファソ系であることに目をつけ、国籍法改正によりコートジボワール生まれの者だけが大統領選に出馬できるようにしたため、野党勢力のボイコットの中大統領選に勝利し、正式に第2代大統領となる。
また、ワタラ排除や経済社会状況打開のため、イヴォワリテ（コートジボワール人性）政策を採ってナショナリズムを煽った。ブルキナファソやガーナ、マリなどから来た移民の開拓した農地を認めず、南部の在来集団に有利な政策をとった。また、宗教的に差異のある北部（北部はイスラム教、南部はキリスト教）も、イヴォワリテ政策により冷遇されることとなった。
しかし、コートジボワールにおける移民の割合は26%にも達しており、コートジボワール経済の要であるカカオ生産を担っていたのは彼らであったため、この政策は加速度的に混乱を深めさせていくだけだった。さらに、北部はこの政策によって南部と対立を深め、後の内戦の重要な要因となった。
1999年12月24日、ロベール・ゲイ元参謀長らがクーデターを強行し、ベディエはフランスに亡命。しかしゲイが選挙に失敗し逃亡すると2001年に帰国し、2002年4月にコートジボワール民主党 (PDCI) の党首に再選された。
2010年コートジボワール大統領選挙にも出馬したが、第一回投票にてローラン・バグボ、アラサン・ワタラに次ぐ第3位の得票数で敗退した。
2021年11月、PDCIシンポジウムの終盤にPDCIはベディエを和解担当の特別顧問に任命することを約束した。彼の選択は、元プラトー市長で党の副党首であるノエル・アコッシ・ベンジョに委ねられた。
2023年8月1日、死去した。死因は不明。89歳没。